# 聖彼德羅德科切

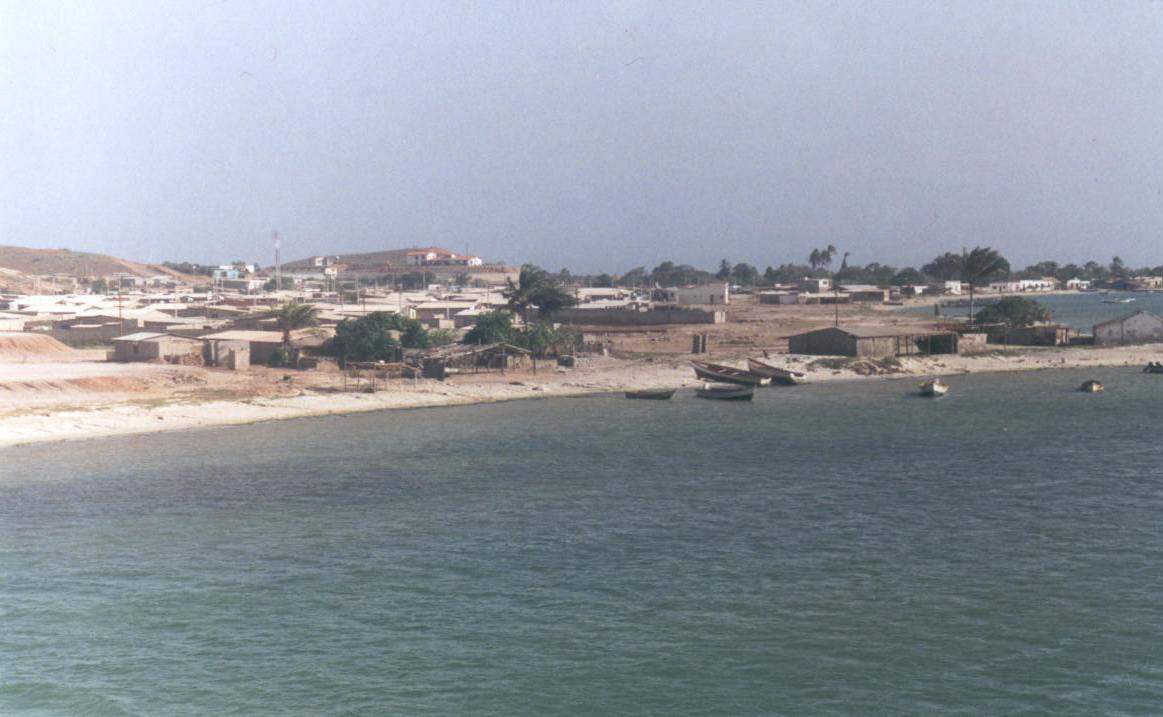

聖彼德羅德科切（西班牙語：San Pedro de Coche），是委內瑞拉的城鎮，位於該國北部新埃斯帕塔州，是比利亞爾瓦市的首府，始建於1526年，海拔高度12米，人口8,242，人口密度每平方公里149.85人。